# Керсіти (Бартошицький повіт)
Керсіти (пол. Kiersity, нім. Kirschitten) — село в Польщі, у гміні Бартошиці Бартошицького повіту Вармінсько-Мазурського воєводства.
Населення — 91 особа (2011).

## Демографія
Демографічна структура станом на 31 березня 2011 року:
|          | Загалом | Допрацездатний вік | Працездатний вік | Постпрацездатний вік |
| -------- | ------- | ------------------ | ---------------- | -------------------- |
| Чоловіки | 51      | 19                 | 28               | 4                    |
| Жінки    | 40      | 6                  | 27               | 7                    |
| Разом    | 91      | 25                 | 55               | 11                   |